# Claudia Roden

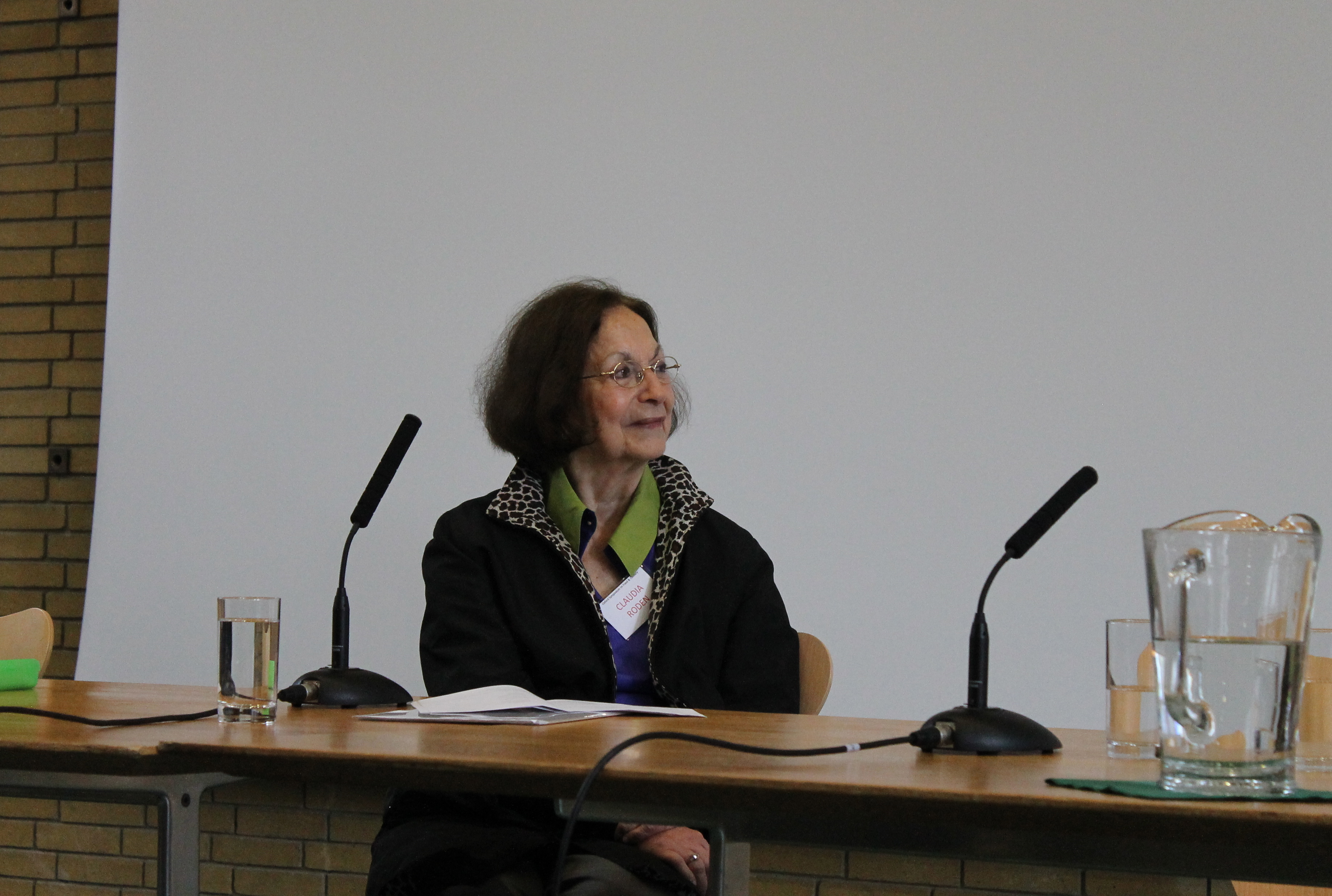
Claudia Roden (2012)

Claudia Roden (geboren als Claudia Douek 1936 in Kairo, Königreich Ägypten) ist eine sephardisch-britische Kochbuchautorin.

## Leben
Claudia Rodens Familie väterlicherseits zog von Aleppo in Syrien nach Kairo, die Großmutter mütterlicherseits stammte aus Konstantinopel. Ihre Eltern waren in Kairo geborene Sepharden und heirateten im Jahr 1933. In dem großbürgerlichen Haushalt der Familie verrichteten Bedienstete die Hausarbeiten und kochten.
Claudia Roden, geborene Douek, verbrachte die letzten drei Jahre ihres Schulzeit in Paris. Danach studierte sie Kunst an der Saint Martin's School of Art in London und begann in einem realistischen Stil zu malen. Nach dem Suez-Krieg (1956) emigrierten ihre Eltern nach London. 1959 heiratete sie den Fabrikanten Paul Roden, von dem sie drei Kinder bekam und 1979 geschieden wurde. 
Im Jahr 1968 verfasste Claudia Roden ihr erstes Kochbuch, das aus den Erfahrungen ihrer Familie schöpfte und in den 1970er und 1980er Jahren in immer neuen Auflagen erschien. Seither verfasst Roden Artikel und Bücher über die Küche der Mittelmeerländer und des Orients und versieht die darin enthaltenen Rezepte wie schon in ihrem 1968 erschienenen Erstling meist mit kulturhistorischen Erläuterungen. Roden schrieb für die Tageszeitung The Daily Telegraph und unternahm für The Sunday Times Magazine eine kulinarische Reise nach Italien. Die öffentlich-rechtliche britische Fernsehanstalt BBC produzierte mit ihr die Sendereihe Claudia Roden’s Mediterranean Cookery. Im Jahr 1979 nahm sie an einem Treffen teil, aus dem das Oxford Symposium on Food and Cookery hervorging.
Roden erhielt 1997 für ihr Buch über die jüdische Küche den James Beard Foundation Award, 1999 den Wingate Literary Prize und den Prinz-Claus-Preis. Sie ist Fellow der School of Oriental and African Studies der University of London.

## Schriften (Auswahl)
- The food of Spain: a celebration. London: Michael Joseph, 2012
  - Spanien das Kochbuch. Übersetzung Helmut Ertl. München: Christian-Verlag, 2012
- A Middle Eastern feast. London: Penguin, 2011
- Arabesque: sumptuous food from Morocco, Turkey and Lebanon. London: Michael Joseph, 2005
  - Arabesque: 180 orientalische Rezepte. Übersetzung Helmut Ertl. München: Christian-Verlag, 2007
- Tamarind & saffron: favourite recipes from the Middle East. London: Viking, 1999
- A book of Jewish food. London: Viking, 1996
  - Das Buch der Jüdischen Küche: eine Odyssee von Samarkand nach New York. Übersetzung Margot Fischer. Wien: Mandelbaum-Verlag, 2012
- Invitation to mediterranean cooking. 1992
  - Arabische Küche, Mittelmeerküche: Gemüse, Fisch, Süssspeisen. Übersetzung Maria Andreas-Hoole und Susanne Vogel. München: Kaleidoskop-Buch, 2001
- The cooking of the Middle East. London: Martin Books for J Sainsbury, 1991
- Picnic : The Complete Guide to Outdoor Food. London: Norman, 1981
  - Von der Lust im Freien zu speisen: Picknick-Rezepte aus aller Welt. Übersetzung Babina Kulenkampff. Hamburg: Papyrus, 1983
- Coffee. London: Faber, 1977
- A book of Middle Eastern food. Erstmals 1968
  - Die Küche des Vorderen Orients: Eine Fülle von herrlichen Rezepten aus Marokko, Tunesien, Ägypten, Griechenland, der Türkei und Persien. Übersetzung Babina Kulenkampff. München: Heyne, 1982 (Neuauflage mit geändertem Titel 1998)